# Cantón de Eygurande
El cantón de Eygurande era una división administrativa francesa, que estaba situada en el departamento de Corrèze y la región de Limusín.

## Composición
El cantón estaba formado por diez comunas:
- Aix
- Couffy-sur-Sarsonne
- Courteix
- Eygurande
- Feyt
- Lamazière-Haute
- Laroche-près-Feyt
- Merlines
- Monestier-Merlines
- Saint-Pardoux-le-Neuf

## Supresión del cantón de Eygurande
En aplicación del Decreto n.º 2014-228 de 24 de febrero de 2014, el cantón de Eygurande fue suprimido el 22 de marzo de 2015 y sus 10 comunas pasaron a formar parte del nuevo cantón de Ussel.